# Blues Busters
Blues Busters è un film del 1950 diretto da William Beaudine.
È una commedia musicale statunitense con Leo Gorcey, Huntz Hall, Adele Jergens e Gabriel Dell. Fa parte della serie di film comici dei Bowery Boys.

## Produzione
Il film, diretto da William Beaudine su una sceneggiatura di Charles R. Marion e Bert Lawrence e un soggetto dello stesso Marion, fu prodotto da Jan Grippo per la Monogram Pictures e girato da inizio agosto a metà agosto 1950. Il titolo di lavorazione fu The Bowery Thrush.

## Distribuzione
Il film fu distribuito negli Stati Uniti dal 29 ottobre 1950 al cinema dalla Monogram Pictures.

## Promozione
Le tagline sono:
- LAUGHS and MUSIC are Bustin' Out All Over!
- The most riotous night club kings you've ever seen!
- 6 GREAT SONGS